# Carsia coarctata
Carsia coarctata là một loài bướm đêm trong họ Geometridae.